# ميشيل اميليانو
ميشيل اميليانو (بالإيطالية: Michele Emiliano)‏ هو قاضي وسياسي إيطالي، ولد في 23 يوليو 1959 في باري في إيطاليا. حزبياً، نشط في الحزب الديمقراطي. وقد انتخب رئيس بوليا (يونيو 2015 – ) وانتخب عمدة.